# Fiat C
Платформата Fiat C е вид платформа, която служи като основа за автомобили, разработени от Fiat Group. Първото приложение е през 1995 г. с Fiat Bravo и Brava, докато ново поколение се използва от 2001 г. насам за Fiat Stilo и автомобили, производни на него. През 2010 г. Fiat Group Automobiles (чрез подразделението Alfa Romeo) създава изцяло нова платформа, която заменя тази от 1995 г. Тази платформа, която също така събира наследството на Alfa Romeo 147, дебютира с модела Alfa Romeo Giulietta и се нарича Compact.
Шасито на Lancia Lybra е преработено както за удължена база, така и за приемане на различно задно окачване (от типа BLG, "Guided Longitudinal Arms") и за някои подсилвания на предната структура (интервенции, предприети и от втората серия на Marea през 1999 г.), наречено Tipo 2 rev 3.
От него са произлезли с по-тежки модификации и шаситата на Alfa Romeo 156, 147 и GT, на които обаче са приети по-високопроизводителни окачвания (високо четириъгълно отпред и "трираменно" отзад, вдъхновено от тези на Lancia Delta HF Integrale, подобно на MacPherson), както и за преработка на предната структура за подобряване на абсорбирането на ударите.
| Модел          | Начало на производство | Сегмент |
| -------------- | ---------------------- | ------- |
| Фиат Браво     | 1995                   | C       |
| Фиат Брава     | 1995                   | C       |
| Фиат Мареа     | 1996                   | D       |
| Фиат Мултипла  | 1998                   | D       |
| Алфа Ромео 156 | 1996                   | D       |
| Алфа Ромео 147 | 2000                   | C       |
| Алфа Ромео GT  | 2003                   | S       |
| Ланча Либра    | 1999                   | D       |

| Модел       | Начало на производство | Вариант | Сегмент |
| ----------- | ---------------------- | ------- | ------- |
| Фиат Стило  | 2001                   | A2      | C       |
| Фиат Браво  | 2009                   | A1      | C       |
| Ланча Делта | 2008                   | A0      | C       |